# Аполо 16
Аполо 16 е десетият пилотиран космически полет от програмата Аполо и петата мисия, която каца на Луната.
По това време мисиите до Луната са вече рутинна за НАСА операция. Това е причината двата последни пилотирани полета, Аполо 16 и Аполо 17, да протекат изключително успешно, без каквито и да било технически или други проблеми. Мисията Аполо 16 продължава от 16 до 27 април 1972 г. Тя е осъществена от екипаж в състав: командир – Джон Йънг, ветеран на НАСА, участвал в полета на Аполо 10 до Луната; пилот на основния блок – Томас „Кен“ Матингли; пилот на лунния модул – Чарлс Дюк. За място на прилуняването НАСА избира района на кратера Декарт. Това е единственото кацане на планински терен по време на лунните мисии. Кратера Декарт е избран специално от геолозите, за да могат да бъдат сравнени образци от почвите на лунните планински терени с тези от лунните морета, където се извършват останалите кацания. Джон Йънг и Чарлс Дюк извършват успешно кацане в указания район.
За три излизания на лунната повърхност (общо 20 часа и 14 минути), двамата събират 95,2 kg лунни образци и изминават със специален автомобил-луноход 27 km. Недалеч от мястото на прилуняването Йънг монтира камера и пасивни сеизмографи за изучаване на магнитното поле на Луната и извършване на астрономически наблюдения в ултравиолетовия диапазон. Той открива стъклено парче с тъмнозелен цвят и с недокрай изяснен произход, което се съхранява в музея на НАСА, в гр. Хюстън, щата Тексас, САЩ. На лунохода е установена дистанционноуправляема камера, която предава на живо за първи път обратния старт на лунния модул.

## Екипаж
| Пост                     | Астронавт                                  |
| ------------------------ | ------------------------------------------ |
| Командир                 | Джон Йънг четири космически полета         |
| Пилот на командния модул | Томас „Кен“ Матингли един космически полет |
| Пилот на лунния модул    | Чарлс Дюк един космически полет            |

* Броят на полетите за всеки астронавт е преди и включително тази мисия.

## Дублиращ екипаж
| Пост                     | Астронавт                         |
| ------------------------ | --------------------------------- |
| Командир                 | Фред Хейз един космически полет   |
| Пилот на командния модул | Стюард Руса един космически полет |
| Пилот на лунния модул    | Едгар Мичъл един космически полет |

* Броят на полетите за всеки астронавт е преди и включително тази мисия.

## Команден модул
Командният модул се намира в центъра на НАСА в Хънтсвил, щата Алабама.
- Йънг на повърхността на Луната
- Йънг работи до автомобила-луноход и лунния модул